# Lipówka (województwo podlaskie)
Lipówka – wieś w Polsce położona w województwie podlaskim, w powiecie suwalskim, w gminie Raczki.
Według Powszechnego Spisu Ludności z 1921 roku Lipówkę zamieszkiwało 261 osób, wśród których 231 zadeklarowało wyznanie rzymskokatolickie, 18 ewangelickie a 12 mojżeszowe. Jednocześnie wszyscy mieszkańcy zadeklarowali polską przynależność narodową.
W okresie międzywojennym Lipówka była siedzibą komisariatu Straży Celnej „Lipówka” oraz stacjonowała tu placówka Straży Celnej „Lipówka”, a potem strażnica KOP „Lipówka”.
8 września 1939 wieś została spalona przez wojska niemieckie. 
W latach 1975–1998 miejscowość administracyjnie należała do województwa suwalskiego. W latach 1973–1991 w gminie Wieliczki; 1 stycznia 1992 włączona do gminy Raczki.
Przez miejscowość przebiega droga wojewódzka nr 655.